# Fernando Lugo
Fernando Armindo Lugo Méndez (San Pedro del Paraná, 30 de mayo de 1951) es un político, exobispo católico reducido al estado laical y sociólogo paraguayo. Fue el 48.º presidente de la República del Paraguay, cargo que asumió el 15 de agosto de 2008, tras las elecciones del 20 de abril de ese mismo año, hasta el 22 de junio de 2012 cuando fue destituido a través de un controvertido juicio político en el marco de una crisis política. Su victoria en 2008 había terminado con el continuismo de más de 60 años del Partido Colorado y fue la primera derrota electoral del mismo en elecciones nacionales. Fungió como Senador Nacional del 2013 al 2023, por el Frente Guasú, perdiendo la reelección en el 2023.

## Biografía

### Familia e infancia
Nació el 30 de mayo de 1951 en el poblado de San Solano, localizado en el distrito paraguayo de San Pedro del Paraná; en una familia socioeconómicamente modesta. Hijo de Guillermo Lugo y Maximina Méndez Fleitas. Posteriormente, su familia decide trasladarse a la ciudad de Encarnación, la tercera urbe más relevante de su nación.
La familia de Lugo carecía de una orientación religiosa pronunciada y nunca presenció a su padre asistir a una iglesia. No obstante, las influencias que marcaron su educación se inclinaban claramente hacia el ámbito político. Su tío materno, Epifanio Méndez Fleitas, se destacaba como un disidente político del Partido Colorado, lo que ocasionó su persecución y exilio por parte del régimen liderado por Alfredo Stroessner. El padre de Lugo fue encarcelado en veinte ocasiones y algunos de sus hermanos mayores fueron enviados al exilio. Lugo cursó su educación en un centro escolar de índole religiosa en la ciudad de Encarnación, donde completó su formación básica.

### Sacerdocio
A la edad de 17 o 18 años, desafiando los deseos de su padre de que se convirtiera en abogado, Lugo ingresó a una escuela normal y comenzó a ejercer la docencia en una comunidad rural,  pero descubrió su vocación religiosa y abandonó su carrera para seguirla. Ingresó en el Seminario de los Misioneros del Verbo Divino (SVD), a los 19 años. En 1977, tras realizar sus estudios en la Universidad Católica Nuestra Señora de la Asunción, obtuvo la licenciatura en Ciencias Religiosas. Posteriormente, consiguió la maestría en Sociología de la Pontificia Universidad Gregoriana.
Su ordenación sacerdotal fue el 15 de agosto de 1977, siendo enviado a Ecuador, donde desempeñó funciones como misionero durante un período de cinco años en la provincia andina de Bolívar. Durante esa época, ejerció como profesor y párroco en las localidades de Guaranda y Echeandía, donde tuvo un contacto directo con los problemas sociales y comenzó a mostrar un interés por la Teología de la liberación.

#### Exilio
Lugo regresó a Paraguay en 1982, y un año después la policía del régimen lo expulsó del país. Fue enviado a Roma para seguir los estudios académicos donde se recibió de sociólogo con especialización en la Doctrina social de la Iglesia en la  Universidad Gregoriana. Luego regresó a Paraguay en 1987, dos años antes de la caída final de la dictadura de Stroessner.

### Episcopado
El 5 de marzo de 1994, el papa Juan Pablo II lo nombró obispo de San Pedro; una de las regiones más pobres del país. Fue consagrado el 17 de abril del mismo año, en la Catedral de Asunción, a manos del arzobispos José Sebastián Laboa Gallego.
Se destacó por su apoyo a los campesinos sin tierra en unos momentos de fuerte conflictividad rural. Él mismo, en aquella época, era considerado un representante del sector "progresista" de la Iglesia católica en Paraguay, fue también el responsable de las Comunidades Eclesiales de Base del Paraguay.
En 2002 ingresa a la Facultad de Derecho y Ciencias Sociales de la Universidad Nacional de Asunción, filial de la ciudad de Coronel Oviedo, y en forma póstuma cumple el deseo de su finado padre, el de seguir la carrera de Derecho, la cual suspende en el tercer curso, pues los compromisos previos a la política iban insumiendo gran parte de su tiempo.  
El 11 de enero del 2005, el papa Juan Pablo II aceptó su renuncia como obispo de San Pedro.

## Trayectoria política
En el año 2006 pide a la Santa Sede permiso para alejarse de su condición religiosa para dedicarse a la política.
El 30 de junio de 2008, Fernando Lugo recibió una dispensa del papa Benedicto XVI para ejercer la presidencia de Paraguay desde el 15 de agosto, informó oficialmente el representante de la Santa Sede, Orlando Antonini. La dispensa le concede al obispo su retorno al estado laical, que le da derecho a recibir los sacramentos como católico, pero con pérdida de su estado clerical.
Antonini aclaró que si Lugo vuelve a pedir su incorporación  al clero católico como obispo cuando finalice su gobierno de 5 años, el caso debe volver a ser analizado por la Santa Sede.

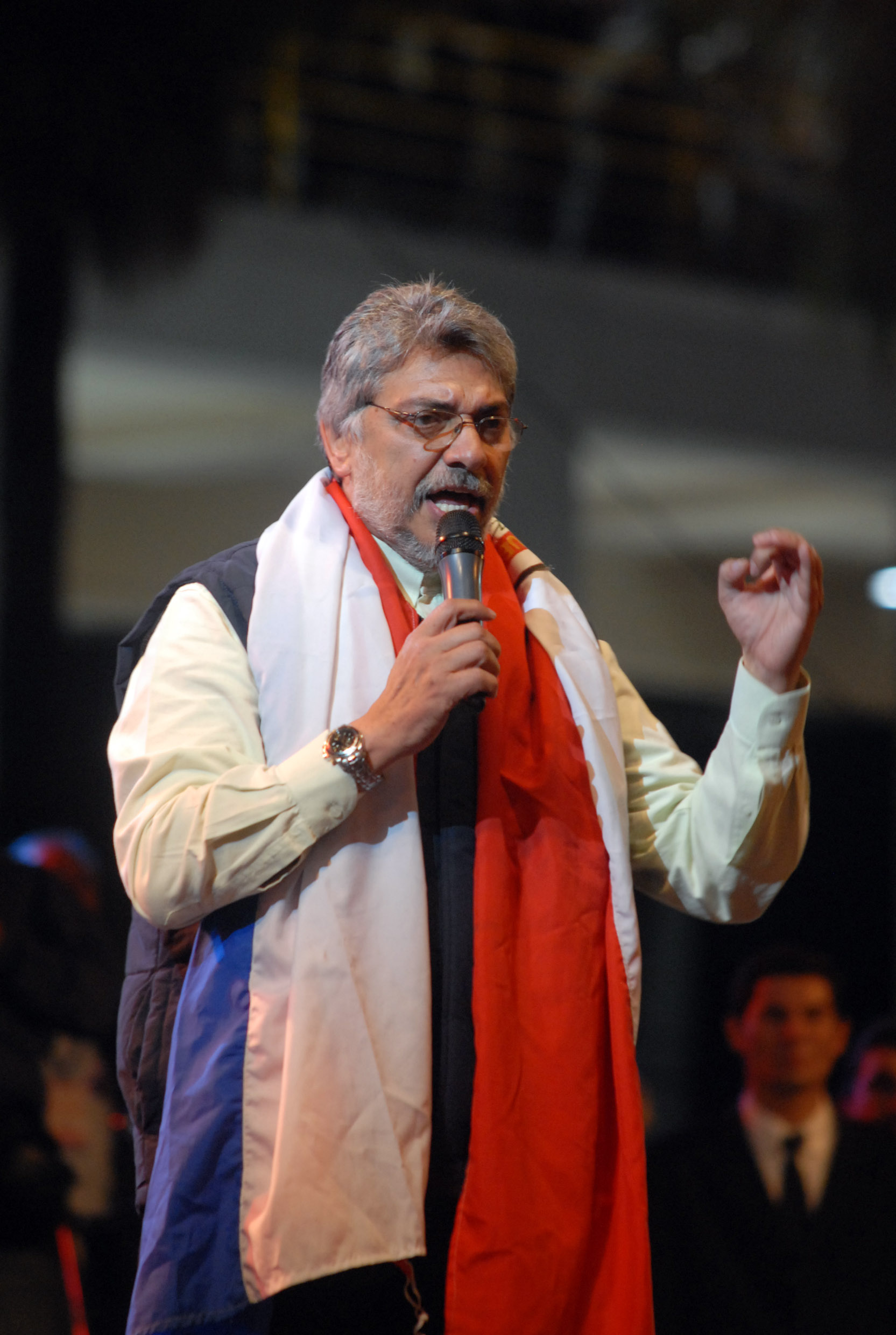
Lugo en el cierre de su campaña, el 18 de abril de 2008.

Fernando Lugo se involucró en la política nacional al respaldar las demandas de los campesinos que buscaban una distribución más equitativa de la tierra y la atención de las necesidades urgentes en las áreas rurales.
En marzo de 2006, lideró la formación de Resistencia Ciudadana, una coalición política que incluía a los principales partidos políticos de la oposición, a las cinco centrales sindicales y a más de cien organizaciones civiles. Esta coalición se unió en una marcha de protesta contra el intento del entonces presidente Nicanor Duarte Frutos de violar la Constitución al buscar postularse para la presidencia de la Junta de Gobierno del Partido Colorado.

#### Campaña presidencial
En el transcurso del mismo año, encuestas de opinión divulgadas por el periódico ABC Color situaron a Lugo como la alternativa más viable para una futura postulación presidencial de la facción opuesta, compartiendo plataforma con la aspirante oficialista Blanca Ovelar y el general de división de tendencias nacionalistas, Lino Oviedo. Reconocido como «el obispo de los pobres», Lugo emergió en los meses subsiguientes como la amenaza más significativa al dominio del Partido Colorado en el ámbito político paraguayo.
Durante las campañas electorales, Lugo había declarado que sus principales objetivos serían una reforma agraria, el mejoramiento de la justicia, la sanidad universal gratuita y la recuperación de la soberanía energética, favoreciendo al nacionalismo en cada uno de sus discursos. Lugo exigía el pago justo de las tarifas por la energía excedente de la hidroeléctrica Itaipú que es vendida al Brasil y prometió renegociar al alza hasta ajustarla a precios reales. Dicho objetivo se cumplió el 6 de abril de 2011 tras las votaciones de las notas reversales en el congreso brasileño.
Las élites tradicionales desconfiaban mucho de él e intentaron presentarlo como un comunista peligroso comparándolo con el presidente boliviano Evo Morales o el venezolano Hugo Chávez. Además, el Partido Colorado intentó vincular a Lugo con las FARC. Como no tiene partido, al principio recibió el apoyo de múltiples movimientos sociales (organizaciones campesinas, feministas, indígenas o sindicales, movimientos de campesinos sin tierra o sin techo).
El 29 de octubre de 2007, se afilió al diminuto Partido Demócrata Cristiano con el propósito de obtener su habilitación para postularse a la presidencia. Este partido forma parte de una coalición compuesta por más de una docena de partidos de oposición y movimientos sociales, conocida como Alianza Patriótica para el Cambio. Dicha coalición fue el resultado de la primera concertación nacional. Federico Franco, un centro-derechista perteneciente al Partido Liberal Radical Auténtico, el segundo partido político más grande de Paraguay, fue seleccionado como su compañero de fórmula. Esta alianza recibió críticas por parte de algunos de sus seguidores, ya que, si bien puede aprovechar las redes del Partido Liberal para ganar las elecciones presidenciales, también existe el riesgo de que se convierta en un "rehén" de dicho partido.

##### Aliados
Partidos, Alianzas y Movimientos Políticos que lo apoyaron durante su candidatura:
| Partido Liberal Radical Auténtico       |
| Partido Revolucionario Febrerista       |
| Partido Demócrata Cristiano             |
| Partido Comunista Paraguayo             |
| Partido País Solidario                  |
| Partido Encuentro Nacional              |
| Partido Democrático Progresista         |
| Partido Convergencia Popular Socialista |
| Partido de Unidad Popular               |
| Partido Frente Amplio de Paraguay       |
| Partido Socialista Paraguayo            |
| Partido del Movimiento al Socialismo    |
| Partido Popular Tekojoja                |
| Alianza Patriótica para el Cambio       |
| Alianza Democrática Tricolor            |
| Alianza Patriótica Socialista           |
| Movimiento Resistencia Ciudadana        |
| Movimiento Fuerza Republicana           |
| Bloque Social y Popular                 |
| Movimiento 20 de Abril                  |
| Partido Social Demócrata                |
| Partido Socialista Comunero             |
| Partido Unidad Popular                  |
| Partido Socialista Paraguayo            |
| Grupo de Acción Ética                   |
| Movimiento Fuerza Republicana           |
| Movimiento Paraguay Posible             |
| Movimiento Vamos x más PQ               |
| Movimiento Laicos por el Cambio         |
| Movimiento ERES                         |
| Movimiento Teta Pyahu                   |
| Mujeres por la Alianza                  |
| Ñembyaty Guasú Luque                    |
| Colo'o Apytere                          |

##### Amenazas de muerte
Lugo suspendió muchas de sus giras y reuniones electorales «por amenazas» como expresó. Temía por su vida, recordando el asesinato de Luis María Argaña: «El crimen político en Paraguay nunca estuvo ausente. El último fue en 1999, con la muerte del vicepresidente».
El senador liberal, Juan Carlos Ramírez Montalbetti, afirmó que días antes había anunciado sobre un plan para vincular a Lugo con guerrillas. Aníbal Carrillo Iramain, líder del Partido Popular Tekojoja afirma que todo es parte de una «guerra sucia» contra Lugo y los grupos políticos que lo apoyan.

##### Victoria

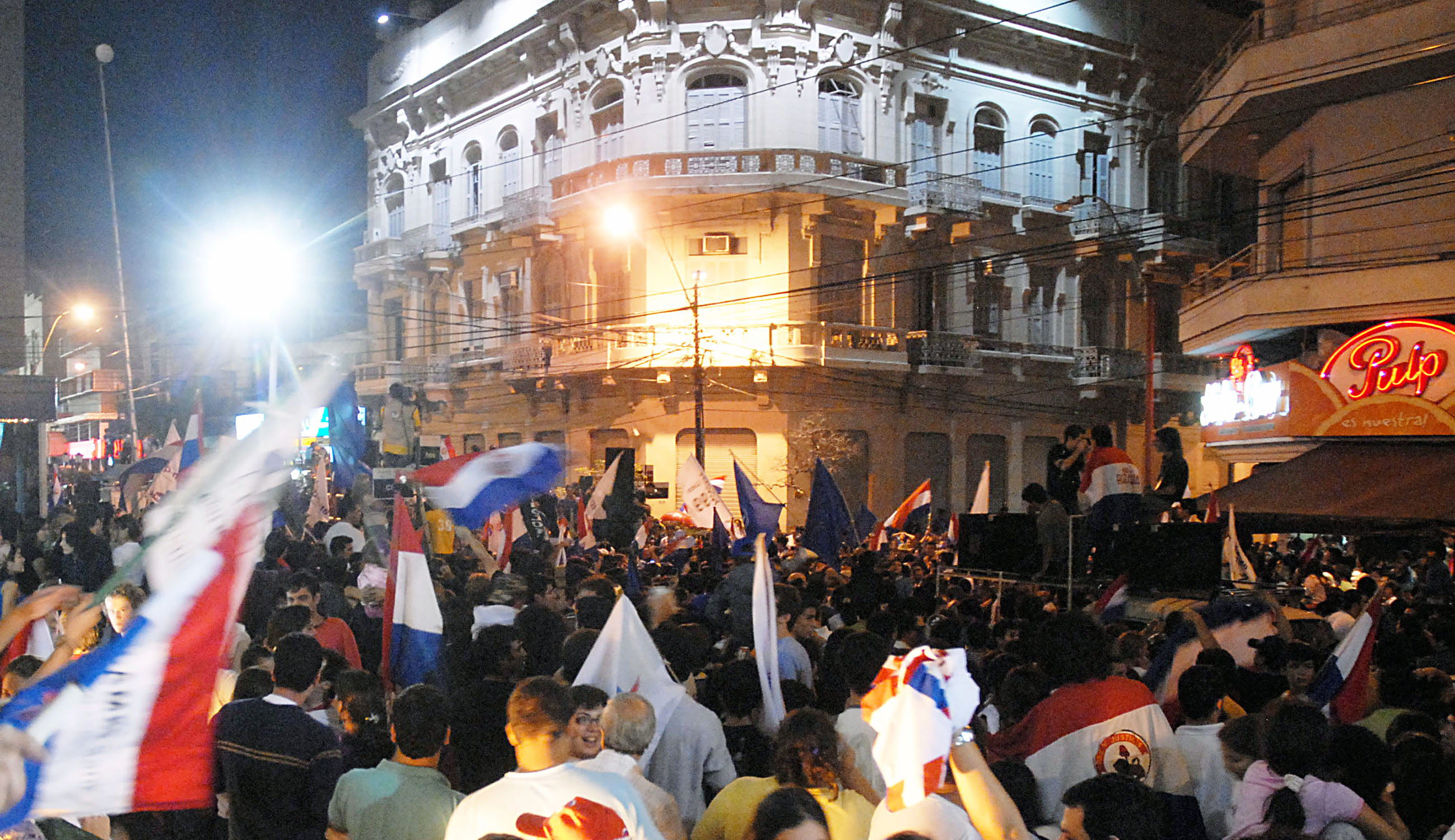
Festejos en Asunción tras la victoria de la Alianza

El 20 de abril de 2008, Lugo ganó las elecciones por un margen de 10 puntos porcentuales. La candidata del Partido Colorado, Blanca Ovelar, reconoció que Lugo tenía una ventaja inalcanzable y le concedió la victoria esa misma noche a las 9 p. m. hora local. Dos horas después, el presidente Nicanor Duarte Frutos reconoció que los colorados habían perdido unas elecciones por primera vez en 61 años.
Lugo se convirtió en el primer presidente de izquierda del Paraguay el primero en ser elegido libremente. Además, su toma de posesión fue la primera en la historia en la que el partido oficialista cedió el poder pacíficamente a un miembro electo de la oposición.

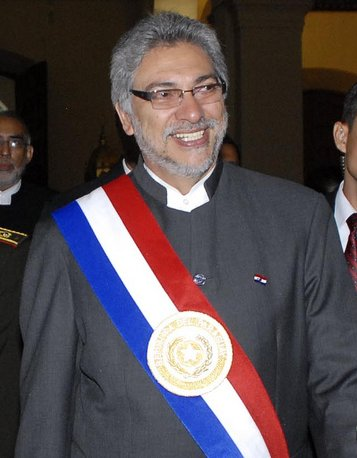
Lugo con banda presidencial en 2009.

Lugo juró como presidente el 15 de agosto de 2008 ante una multitud frente al congreso. Su Asunción contó con la presencia de varios líderes de América Latina, Europa, Asia y África.
Renunció al sueldo presidencial, afirmando que el dinero debía ir a parar a personas más modestas.

### Gobierno (2008-2012)

#### Gabinete ministerial
- Ministerio de Relaciones Exteriores: Alejandro Hamed Franco,[20] Héctor Lacognata[21] y Jorge Lara Castro[22]
- Ministerio de Hacienda: Dionisio Borda[20]
- Ministerio del Interior: Rafael Filizzola (PDP), Federico Acuña, Carlos Filizzola (PPS) y Rubén Candia Amarilla[23]
- Ministerio de Defensa Nacional: Gral. (r) Luis Bareiro Spaini,[20] Cecilio Pérez Bordón y Catalino Luis Roy[24]
- Ministerio de Agricultura y Ganadería: Cándido Vera Bejarano (PLRA)[20] y Enzo Cardozo[25]
- Ministerio de Industria y Comercio: Martín Heisecke (PLRA)
- Ministerio de Justicia y Trabajo: Blas Llano (PLRA)[20] y Humberto Blasco[25]
- Ministerio de Obras Públicas y Comunicaciones: Efraín Alegre (PLRA)[20] y Cecilio Pérez Bordón[24]
- Ministerio de Salud Pública y Bienestar Social: Esperanza Martínez (Frente Guasú)[20]
- Ministerio de Educación y Cultura: Horacio Galeano Perrone (ANR),[20] Luis Riart (PLRA)[25] y Víctor Ríos (PLRA)[26]
- Ministerio de la Mujer: Gloria Godoy de Rubín[27]
- Secretario General de la Presidencia: Miguel Ángel López Perito[28]
- Secretaria Privada de la Presidencia: Miguel Ángel Rojas Acosta, Daniel Nuñez
- Secretaría de la Función Pública: Lilian Soto (Kuña Pyrenda)[27] y José Tomás Sánchez[29]
- Secretaría Técnica de Planificación: Carlos Sánchez[30] y Bernardo Esquivel Vasken[31]
- Secretaría del Ambiente: José Luis Casaccia (ANR)[27]
- Secretaría de Acción Social: Paulino Cáceres (Tekojoja)[32]
- Secretaría Nacional de Cultura: Ticio Escobar[33]
- Secretaría de Emergencia Nacional: Camilo Soares (P-MAS)[34] y Gladys Mercedes Cardozo Zacarías[35]
- Secretaría de la Niñez y la Adolescencia: Liz Torres[34]
- Secretaría Nacional Antidrogas: César Damián Aquino[30]
- Instituto Nacional Indígena: Margarita Mbywangi (Tekojoja)[36]

#### Política de salud

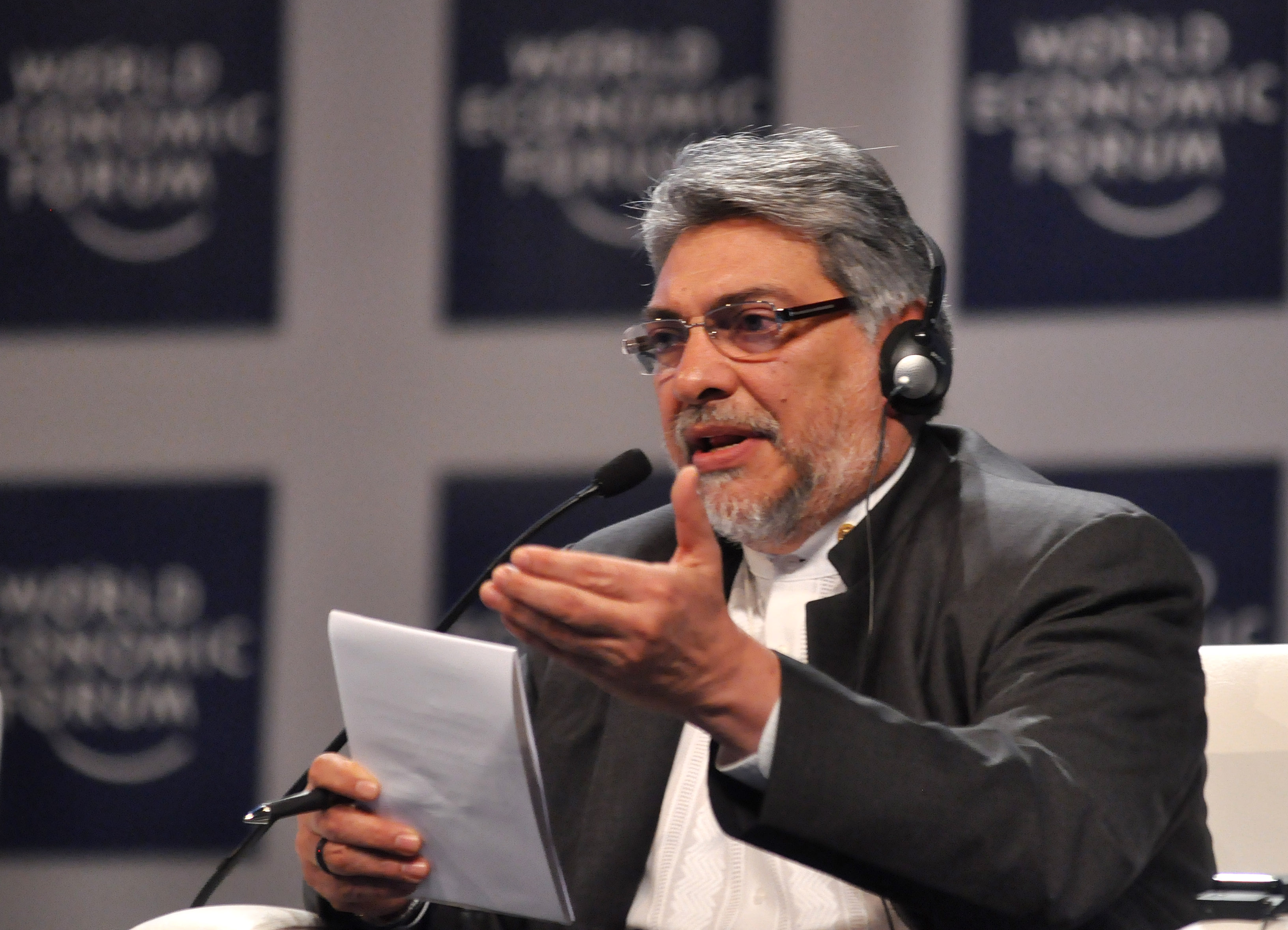
Fernando Lugo en el Foro Económico Mundial de Cartagena en abril de 2010.

En materia social, uno de los principales logros de su gobierno fue el mejoramiento gradual del sistema de salud en Paraguay, con el objetivo de universalizarlo. A las mejorías se sumaron en 2009, mediante una resolución presidencial, la gratuidad de los servicios para toda la población, que incluyen consultas ambulatorias, medicamentos, hasta intervenciones de alta complejidad en hospitales públicos de todo el país y privados.

#### Política de educación
En materia educativa, su administración manifestó su firme compromiso con la educación pública, iniciando la distribución gratuita de laptops a estudiantes primarios en el marco del programa Una computadora por niño, un proyecto gubernamental iniciado en 2008 con el objetivo de impulsar la educación en nuevas tecnologías a los alumnos de escuelas públicas. Dentro de su programa de gobierno se incluyó por primera vez la merienda escolar a cargo de las respectivas gobernaciones departamentales.

#### Política económica

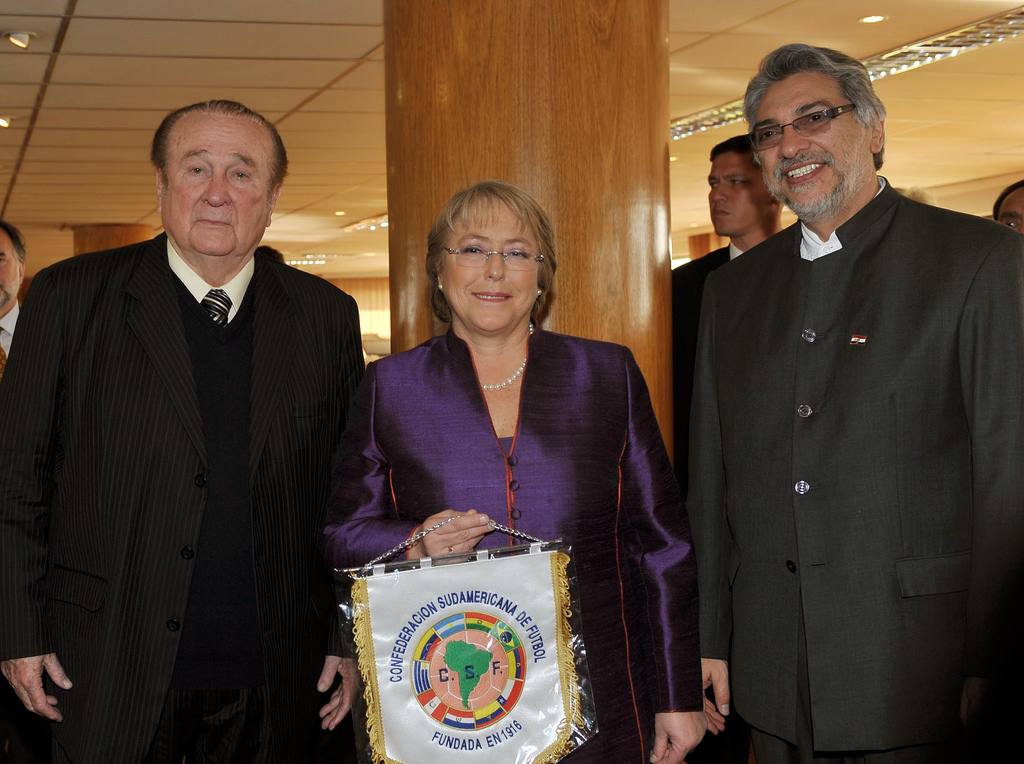
El Presidente de la Conmebol Dr. Nicolás Leoz, el presidente Fernando Lugo y la presidenta chilena Michelle Bachelet en la sede del Centro de convenciones de la Conmebol, donde se realizó a cabo la XXXVII Cumbre del Mercosur.

En materia económica, su administración se caracterizó por no incluir grandes cambios en la agenda comercial. Muchos analistas coincidieron en que la política económica de su gobierno fue un tanto conservadora. Su política cambiaria consistió en mantener un dólar relativamente bajo con disciplina fiscal, además de impulsar la diversificación productiva. Su gobierno se mostró favorable al estatismo, así como a la colaboración público privada para las firmas estatales deficitarias. A diferencia de su antecesor, estrechó relaciones con el FMI y el BID.
Durante todo el año 2010 y principios de 2011, Paraguay registró tasas récord de crecimiento económico, generadas en gran medida por la exportación de materias primas y la expansión de los sectores comercial, industrial y de la construcción, alcanzando picos históricos de crecimiento de 14.5 puntos porcentuales, una de las mayores tasas de América Latina.
El nacionalismo económico, la lucha contra la corrupción y la reforma agraria son sus prioridades. Sin embargo, en la primavera de 2009 perdió el apoyo del Partido Liberal y la mayoría del Parlamento, y no pudo llevar a cabo esta última reforma.

##### Compensación de Itaipú
Uno de los puntos claves de su administración, fue la ratificación parlamentaria del Brasil, el 6 de abril de 2011, sobre el tratado firmado entre Fernando Lugo y el expresidente brasileño Luiz Inácio Lula da Silva el 25 de julio del 2009, que aumentó a casi el triple del monto abonado por el Brasil por la venta del excedente paraguayo de energía en la hidroeléctrica Itaipú. Con este monto, el Paraguay aumenta su recaudación anual hasta la finalización del contrato en el año 2023. Fue considerado uno de los mayores logros políticos de su gobierno. Lugo anunció la creación de un Fondo para el desarrollo con el objetivo de invertir estos recursos en infraestructura pública.

#### Inestabilidad política
En diciembre de 2009, Lugo afirmó que había sido objeto de varios intentos de golpe de Estado y que estaba amenazado con un golpe similar al de julio de 2009 en Honduras. Los medios de comunicación nacionales lanzaron una ofensiva para destituirlo con diversos pretextos, acusándolo, por ejemplo, de corrupción. Su propio vicepresidente, Federico Franco (PLRA), se declaró dispuesto a asumir el poder, mientras que el senador, —también liberal—, Alfredo Jaeggli, dijo que debía ser destituido en un plazo de cuatro meses, acusándole de no mantener el orden en el país.
Federico Franco intentó destituir a Lugo en octubre de 2010, acusándolo de violar la Constitución. De hecho, mientras Lugo se encontraba en Brasil para tratarse un linfoma, ordenó cambios en el Estado Mayor, competencia que recayó en Franco, que actuaba como presidente interino. La amenaza de un juicio político contra Lugo se planteó muchas veces antes de 2012.
La oposición también atacó al ministro de Defensa, el ex general Luis Bareiro Spaini. Éste había pedido explicaciones a la embajadora estadounidense, Liliana Ayalde, en una carta que no fue considerada muy diplomática: durante un almuerzo organizado por la diplomática norteamericana, al que asistieron el vicepresidente Federico Franco, algunas personalidades políticas, entre ellas el colorado Hugo Estigarribia y un grupo de generales norteamericanos, el presidente Lugo fue insultado. Culpando al ministro de «violación de las costumbres diplomáticas», sin mencionar el comportamiento del embajador, el Parlamento, donde, tanto el Partido Colorado como el Partido Liberal Radical Auténtico, tienen mayoría, procedió a un juicio político contra él. En un comunicado de prensa, el Ministerio de Defensa denunció: «en el montaje operativo psico-político de ciertos sectores de la oposición, la pretensión del juicio político al ministro Bareiro Spaini, es sólo el anticipo el real objetivo estratégico final: el juicio político al presidente la República, Fernando Lugo Méndez» e implicó «intereses foráneos contrarios a los del Paraguay».

###### Sucesos de Curuguaty
En mayo de 2012, la finca Campos Morombi de la localidad de Curuguaty, a 240 km al noreste de Asunción, propiedad del exsenador Blas Riquelme del Partido Colorado, fue ocupada por un centenar de campesinos para protestar por la escasez de tierras agrícolas en el departamento de Canindeyú. Tras tres semanas de toma, el viernes 15 de junio el Ministerio del Interior ordenó el desalojo por la fuerza de la propiedad, resultando en enfrentamientos violentos entre ocupantes y la fuerza policial. Durante el desalojo 17 personas murieron (once campesinos y seis policías), suceso que provocó fuertes críticas en el país, provocando la dimisión del ministro del Interior, Carlos Filizzola, y del comandante de la policía, Paulino Rojas. 
Fuentes policiales dijeron que los efectivos fueron emboscados cuando intentaban establecer las tratativas, sospechándose que miembros del Ejército del Pueblo Paraguayo estaban infiltrados entre los campesinos. Otras fuentes consideran que este trágico episodio fue en realidad un montaje que sirviera de pretexto para pedir la destitución de Lugo. Seis meses luego de la masacre el dirigente Vidal Vega, que conducía una investigación paralela, fue asesinado por sicarios enmascarados. Según él, serían «infiltrados» los que desencadenaron el tiroteo, disparando al mismo tiempo contra los campesinos y contra la Policía. De acuerdo con Hugo Richert, exministro de Acción social, «el episodio pudo haber sido preparado como para contar con un motivo perfecto para destituir al presidente. Y a pesar de la presión ciudadana, el procurador solo ha investigado en una única dirección: según él los campesinos tendieron una emboscada a los policías».
Fernando Lugo no manifestó su respaldo a las fuerzas de seguridad pero sí extendió sus pésames a los familiares de los policías fallecidos. Se enjuició al presidente Lugo aun cuando posteriormente el propio parlamento afirmó que se rompió la cadena de mando, en la orden dada sobre Curuguaty. El 16 de junio de 2012, Lugo designó a un nuevo ministro del Interior, el ex fiscal general del Estado Rubén Candia Amarilla, quien ocupó el cargo dejado la noche anterior por Carlos Filizzola. El mandatario también cambió al comandante de la Policía Nacional y anunció la creación de una comisión para investigar, con el apoyo a la Organización de los Estados Americanos, lo ocurrido en Curuguaty.
Múltiples irregularidades han enturbiado la investigación. Un helicóptero de la Policía sobrevoló el lugar durante los acontecimientos: el video grabado desde el aire ha desaparecido misteriosamente. No han sido realizados ningún peritaje ni ninguna investigación balística para determinar quién pudo matar a los seis policías. Un fusil Mossberg Maverick calibre 12 robado a un exmilitar algunos días más tarde y que nada tuvo que ver con el tiroteo fue agregado al conjunto de elementos considerados como prueba de la culpabilidad de los «sin tierra». El 20 de marzo de 2014, la bancada del Partido Demócrata Progresista (PDP) presentó en el Senado una serie de fotografías de campesinos muertos y esposados, víctimas posibles de ejecuciones sumarias.

##### Crisis política y destitución
El jueves 21 de junio de 2012, la Cámara de Diputados del parlamento paraguayo aprobó la realización de un juicio político en contra del presidente de la República, Fernando Lugo, alegando mal desempeño en sus funciones.
Lugo se negó a renunciar y dijo que para cumplir los votos de aquel 2008 iba a quedar a defender su puesto, pero un día después, el 22 de junio, con 39 votos a favor y 4 en contra, Lugo fue destituido del cargo. El proceso de destitución fue calificado de “ruptura del orden democrático” por la mayoría de gobiernos latinoamericanos y algunos europeos, y llevó a que el Paraguay fuese suspendido como socio del Mercosur y la Unasur por los países miembros.
Los partidarios del destituido presidente Fernando Lugo esgrimen que la comunidad internacional argumentó que se realizó un "golpe de Estado" y una violación del orden constitucional. Uno de los argumentos dados fue que a Lugo solo se le dieron 2 horas para presentar su defensa ante el parlamento.

### Senador
Fue elegido senador en elecciones nacionales por el Frente Guasú para el periodo 2013-2018 y el 15 de junio de 2017 fue elegido presidente de la Cámara de Senadores y del Congreso. En las elecciones de 2018 fue reelegido senador para el período 2018-2023.

## Honores recibidos
Lugo recibió la Orden de Jade Brillante de manos de Ma Ying-jeou, presidente de la República de China, en marzo de 2011.

## Vida personal
En 2009, tras una denuncia pública, reconoció que era padre de un hijo ilegítimo, que había tenido siendo aún obispo. Del mismo modo, en 2012 reconoció ser padre de otro hijo, también concebido ilícitamente mientras era obispo. Otras dos mujeres le han reclamado la paternidad de sus hijos.

### Linfoma maligno cancerígeno
El 6 de agosto de 2010, en una rueda de prensa del Gobierno se difundió de manera oficial que los médicos de Lugo detectaron en el presidente un «linfoma maligno cancerígeno», pero aseguraron que es potencialmente curable y que no afectaría sus actividades. El linfoma fue detectado tras analizar un ganglio inguinal que se le extirpó quirúrgicamente el 4 de agosto.
El 1 de diciembre de 2010, Lugo regresa a su país luego de estar internado en un hospital de São Paulo, Brasil. Luego de ser sometido a su sexta y última quimioterapia, se le retiró el catéter. El pet-scan fue satisfactorio y ya no se detecta ningún tipo de tumor linfático. El reporte médico habla de un éxito total. Se informó de una curación.

### ACV
El 10 de agosto de 2022, Fernando Lugo experimentó un episodio de accidente cerebrovascular (ACV) como consecuencia de una crisis hipertensiva mientras se encontraba trabajando en el Congreso Nacional. Esto provocó su ingreso en estado de coma inducido. Lugo presentó malestar mientras se encontraba en una oficina del Senado en Asunción, la capital de Paraguay, y fue trasladado de manera inmediata a un hospital del centro, donde se tomó la decisión de inducir el coma. A la fecha siguiente, informaron que se encontraba en estado estable pero dentro de un cuadro crítico.
El 17 de agosto, el senador y médico personal de Fernando Lugo, Jorge Querey, informó que Lugo había sido sometido a una traqueotomía debido a un sangrado faríngeo. Además, indicó que Lugo se encontraba estable pero en una condición crítica.
El 6 de septiembre, después de 28 días de hospitalización, se divulgó un informe médico que señalaba que, después de confirmar el diagnóstico clínico, Lugo había sido sometido a una neurocirugía para drenar un hematoma subdural, que es la acumulación de sangre entre el cerebro y su superficie, y para aliviar la presión en esa área. En la misma fecha, Fernando Lugo se trasladó a Buenos Aires, Argentina, con el fin de someterse a un tratamiento de rehabilitación. Jorge Querey indicó que Fernando Lugo recibiría atención por parte de un equipo médico multidisciplinario en la clínica Fleni de Buenos Aires. Esta clínica es reconocida por su especialización en el tratamiento de recuperación para pacientes con este tipo de afecciones.